# Murgaš
Murgaš (cyr. Мургаш) – wieś w Serbii, w okręgu kolubarskim, w gminie Ub. W 2011 roku liczyła 562 mieszkańców.